# Pier Giacomo Castiglioni
Pier Giacomo Castiglioni (* 22. April 1913 in Mailand; † 27. November 1968 ebenda) war ein italienischer Industriedesigner, Architekt und Stadtplaner. 

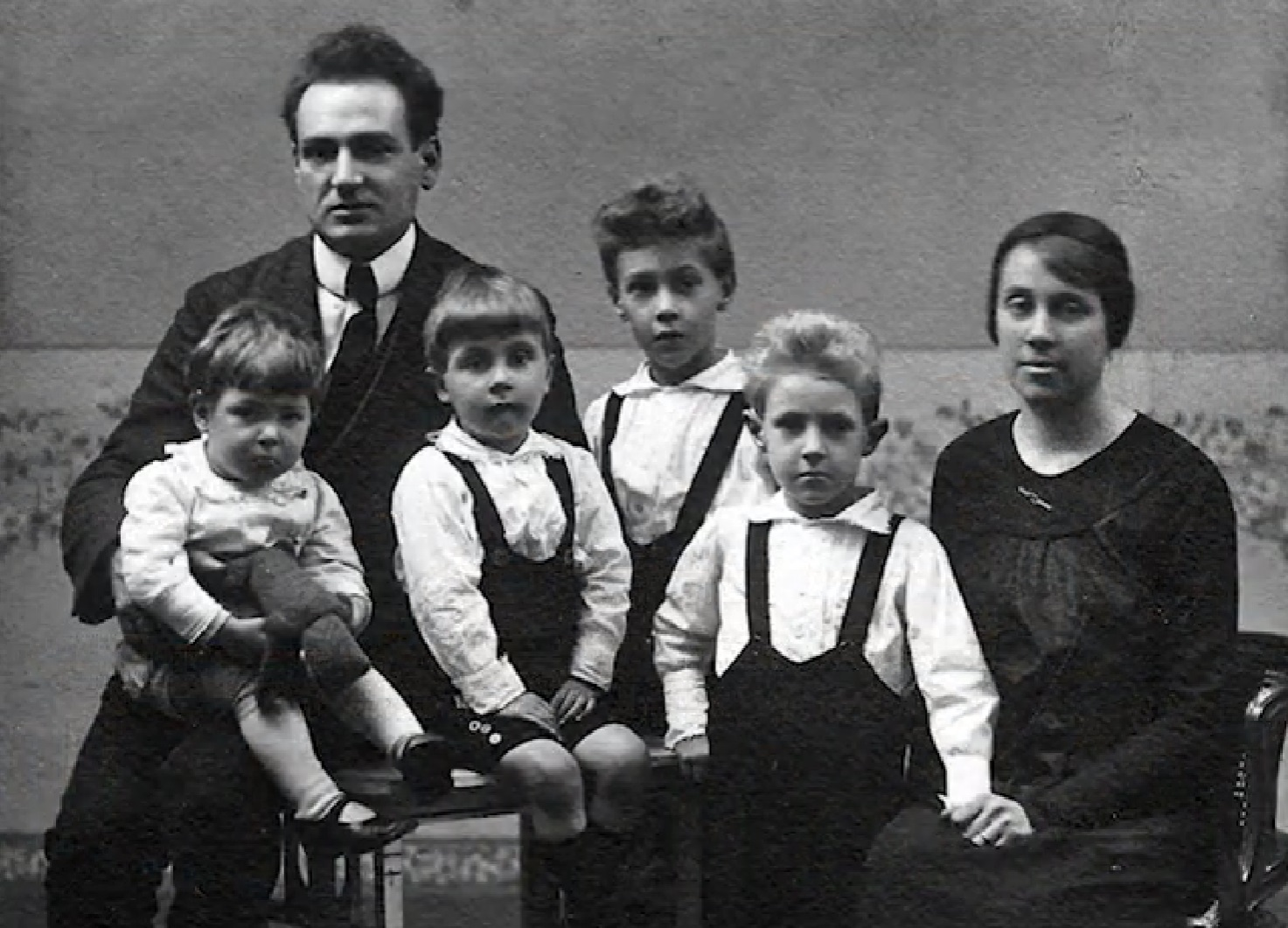
Giannino Castiglioni und seine Söhne Achille, Livio und Pier Giacomo Castiglioni in Lierna Comer See

## Biografie

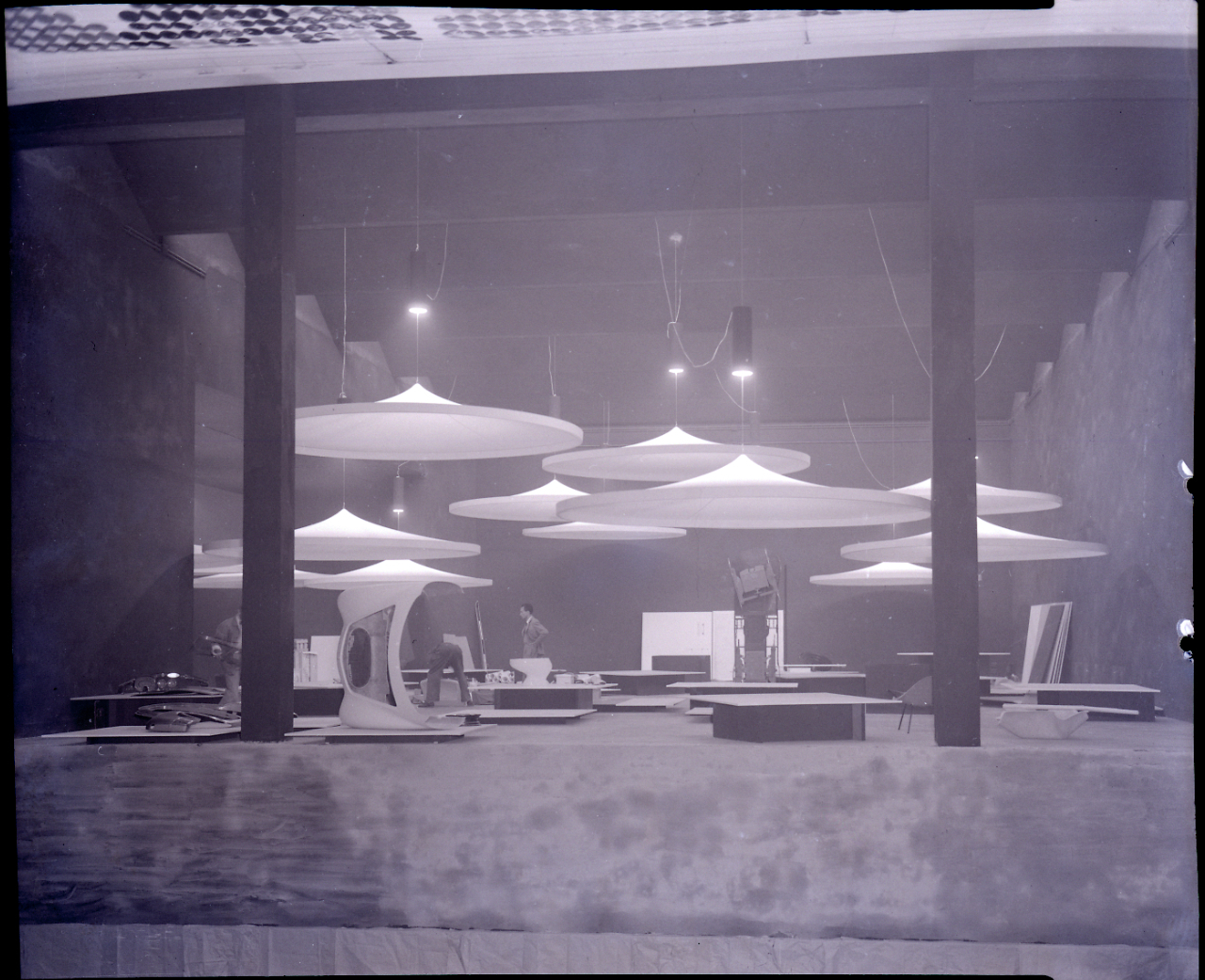
Industrial Design Pavillon entworfen von Achille und Pier Giacomo Castiglioni. Foto von Paolo Monti, 1954.

Pier Giacomo Castiglioni wurde als Sohn des Bildhauers Giannino Castiglioni (1884–1971) und Livia Bolla, Tochter des Rektors des Liceo Zucchi in Monza, geboren. Wie seine beiden Brüder Achille (1918–2002) und Livio (1911–1979) studierte auch Pier Giacomo Castiglioni Architektur am Polytechnikum in Mailand und erhielt dort 1937 sein Diplom. 1938 gründete er zunächst zusammen mit Livio Castiglioni auf dem Corso di Porta Nuova in Mailand ein Büro. 1939 entwarfen die beiden zusammen mit Luigi Caccia Dominioni das Radiogerät Phonola 547, das das bis dahin bekannte Design revolutionierte und ein Gehäuse aus Bakelit besaß. 
Am 30. Dezember 1942 heiratete Pier Giacomo Castiglioni Maria Coduri de Cartosio. Aus dieser Ehe ging die Tochter Giorgina (* 1943 in Como) hervor, die als Architektin und Industriedesignerin in Mailand arbeitet.
1944 schloss sich auch Achille Castiglioni der Bürogemeinschaft an. 1945 endete die Zusammenarbeit der Castiglionis mit Luigi Caccia Dominioni. Während 1952 auch Livio Castiglioni das gemeinsame Büro wieder verließ, entwarfen Pier Giacomo und Achille Castiglioni in der Nachkriegszeit zahlreiche Designobjekte und blieben als Partner bis zum frühen Tod Pier Giacomos zusammen. 1962 zogen Pier Giacomo und Achille Castiglioni mit ihrem Büro an die Piazza Castello in Mailand um. 
Zu ihren bekanntesten Designobjekten gehört die 1962 für Flos entworfene Stehleuchte Arco, die einen Sockel aus Carraramarmor und einen ausziehbaren, bogenförmigen Schaft aus satiniertem Stahl besitzt.
Von 1964 bis 1968 unterrichtete Pier Giacomo Castiglioni als Professor an der Architekturfakultät des Polytechnikum Mailand, nachdem er dort 1957 eine Lehrtätigkeit als Dozent begonnen hatte.
Pier Giacomo Castiglioni gehörte zu den einflussreichsten Designern Italiens und zu den berühmtesten der Welt. Für Dino Gavina (1922–2007), den Gründer von Gavina S.p.A. und Flos, zählte er zu den Top-Ten-Designern der Welt. 
Castiglionis Werke sind in den Sammlungen der wichtigsten Museen enthalten und werden weltweit in Museen für Industrie-Design und zeitgenössische Kunst ausgestellt, vom Museum of Modern Art in New York bis zum Triennale Design Museum in Mailand.
Im Alter von nur 55 Jahren verstarb Pier Giacomo Castiglioni 1968 in Mailand.

## Industriedesign
Stühle und Sessel

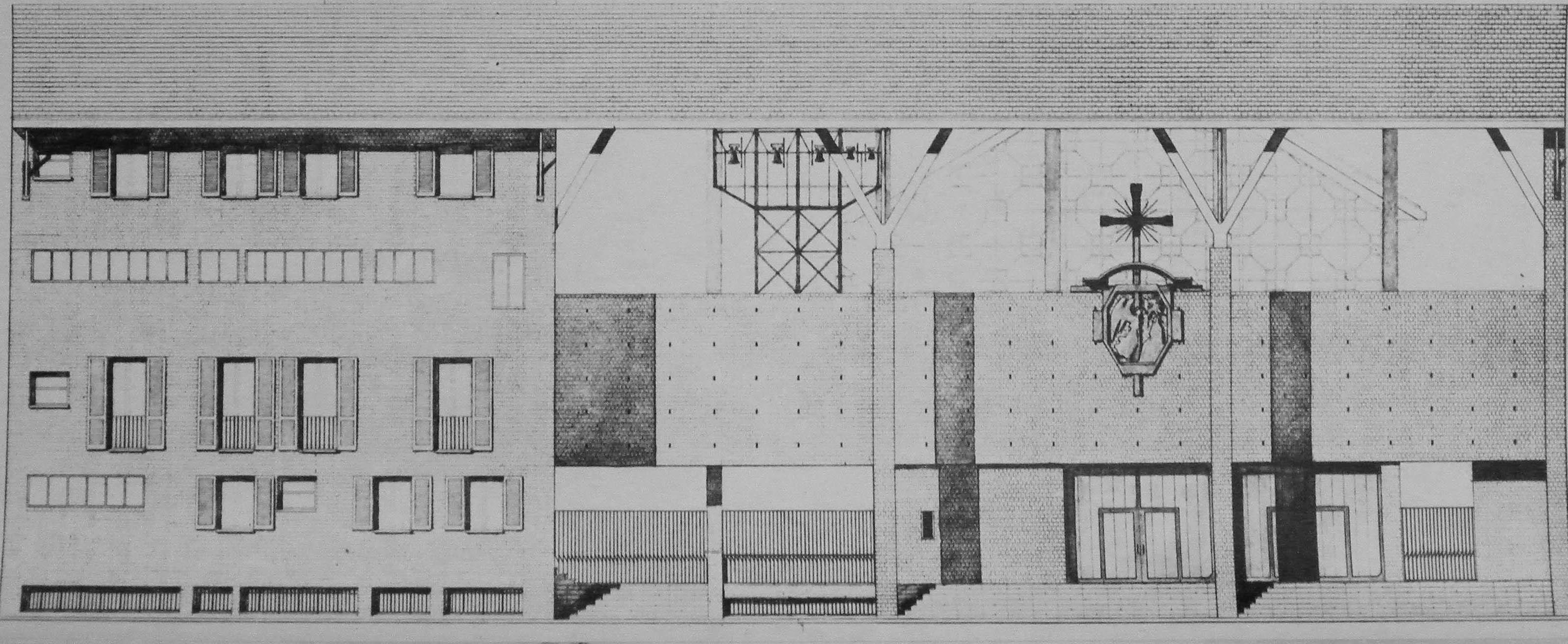
Achille und Pier Giacomo Castiglioni: Ansichtszeichnung der Pfarrkirche San Gabriele Arcangelo in Mailand, erbaut 1956–1959

- 1957 Sattelsitz Sella für Zanotta, mit Achille Castiglioni
- 1957 Stuhl Mezzadro für Zanotta, mit Achille Castiglioni
- 1959 Stuhl Lierna, dessen Name sich von der Stadt Lierna am Comer See ableitet, nach Cassina und Gavina, mit Achille Castiglioni
- 1960 Stuhl Sanluca für Gavina (später Knoll International), Bernini (Poltrona Frau), mit Achille Castiglioni
- 1965 Holz-Klappstuhl Tric für BBB, mit Achille Castiglioni
- 1965 Wanduhr Firenze für Alessi, mit Achille Castiglioni
- 1966 Dreibeiniger Sitz Allunaggio für Zanotta, mit Achille Castiglioni

Leuchten
- 1954 Stehleuchte Luminator für Flos, mit Achille Castiglioni
- 1960 Tischleuchte Gatto für Flos, mit Achille Castiglioni
- 1960 Pendelleuchte Taraxacum für Heisenkeil (heutige Sammlung Flos S.p.A.)
- 1962 Stehleuchte Arco für Flos, mit Achille Castiglioni
- 1962 Tischleuchte Taccia für Flos, mit Achille Castiglioni
- 1962 Stehleuchte Toio für Flos, mit Achille Castiglioni
- 1967 Tischleuchte Snoopy für Flos, mit Achille Castiglioni
- 1968 Vase Lapis in drei Farben und Größen für den Fliesen- und Keramikhersteller Cedit, mit Achille Castiglioni

## Architektur
- 1951–1952 Palazzo della Permanente in der Via Turati in Mailand: Umbau der Innenräume des Neorenaissance-Gebäudes von 1883–1885 und Anbau, zusammen mit Achille Castiglioni[2]
- 1950–1954 Palazzo Emilio Turati in der Via Meravigli in Mailand: Umbau des teilweise kriegszerstörten Gebäudes von 1880 für die Handelskammer, zusammen mit Achille Castiglioni[3]
- 1959 Pfarrkirche San Gabriele Arcangelo in der Via Termopili in Mailand, mit Achille Castiglioni[4]

## Sammlungen
- Stuhl Lierna im Museum Triennale di Milano, Mailand
- Stehleuchte Toio im Museum of Modern Art, New York